# Pczeliszte
Pczeliszte (bułg. Пчелище) – wieś w Bułgarii, w obwodzie Wielkie Tyrnowo, w gminie Wielkie Tyrnowo. W 2024 roku liczyła 527 mieszkańców.